# 磯光雄
磯光雄（1966年—），日本的動畫師、編劇、導演。愛知縣出身，曾經以小田川幹雄的名字參與作品。
高中畢業後就進入動畫領域，在2007年前屬於座圓洞，現在則是自由身份參與各媒體製作。

## 概要
初次演出及分鏡是在《翼神世音》的第15話。自行擔任原作及劇本且初次導演的初次作品則是2007年的電視動畫《電腦線圈》，獲得第十一回日本文化廳多媒體藝術节動畫部門的優秀賞、2008年東京國際動畫博覽會電視節目部門優秀賞、第39回星雲獎（多媒體部門）、第29回日本SF大賞。而磯光雄也因此部作品得到神戶動畫獎（個人賞）。

## 參與作品

### 導演作品
- 電腦線圈（2007年）原案、導演、脚本、分鏡（OP、ED、1話、12話、17話、19話、26話）、原畫（1話、4話、12話、26話）、美術設定（2話）、數位特效
- 地球外少年少女（2022年）原作、導演、脚本、分境、演出、撮影、設計工作、設定考證、角色設計原案

### 電視動畫
- 忍者戰士飛影（1985年）原畫（35話、40話）
- 機器勇士（1986年）原畫（18話、38話）
- 機甲戦記ドラグナー（1987年）原畫（32話、36話、29話）
- 鬼太郎（1987年）原畫（97話、99話、102話、104話）
- 魔神英雄傳（1987年）原畫（27話）
- 變形金剛：超神 Master Force（1988年）原畫（6話、12話、18話、24話）
- 彼得潘（1989年）原畫（20話）
- 海潮之聲（1993年）原畫
- 新世紀福音戰士（1995年）脚本（13話）、設定補（13話、15話）、原畫（1話、19話、ビデオフォーマット版21話）
- 神劍闖江湖（1996年）OP原畫
- 翼神世音（2002年）脚本（15話）、デジタルワークス、CGI（2話、3話）、AE／特效（4～10話、12話、14～26話）、分鏡（15話）、演出（15話）、原畫（2話、15話）、動畫（15話）
- 魔法使的條件 夏日天空（2008年）原畫
- ROBOTICS;NOTES（2012年）原畫
- The Rolling Girls（2015年）原畫（6話）
- 魯邦三世 義大利遊戲（2016年）原畫（OP）
- 阿童木起源（2017年）原畫（OP）

### OVA
- 機動戰士GUNDAM 0080:口袋裡的戰爭（1989年）原畫（1話、4話、5話）
- EXPLORER WOMAN RAY（1989年）原畫（1話）
- 祖先大人萬萬歲！（1989年）原畫（4話、6話）
- THE八犬伝（日语：THE八犬伝）（1990年）原畫（1話）
- 如風如雲（1990年）原畫
- 帝都物語（1991年）原畫（2話）
- （1991年）原畫
- JoJo的奇妙冒險（1993年）原畫（6話、13話）
- 超时空世纪02（1993年）原畫（5話）
- 最终幻想（1994年）效果作畫監督、原畫
- 機械巨神 地球靜止之日（1994年）原畫（5話）
- おいら宇宙の探鉱夫（日语：おいら宇宙の探鉱夫）（1994年）原畫（2話）
- GOLDEN BOY さすらいのお勉強野郎（1995年）原畫（4話）
- 電腦戰隊 Voogie's Angel（日语：電脳戦隊ヴギィ'ズ★エンジェル）（1997年）原畫（3話（小田川幹雄名義））
- 青之6號（1998年）原畫（1話）
- FLCL（2000年）原畫（6話）
- 銀翼殺手：2022大停電（2017年）原畫

### 電影版
- 機動戰士鋼彈 逆襲的夏亞（1988年）作畫監督、原畫（小田川幹雄名義）
- 兒時的點點滴滴（1991年）原畫
- 老人Z（1991年）機械設計
- 紅豬（1992年）原畫
- 走れメロス (アニメ映画)（日语：走れメロス (アニメ映画)）（1992年）原畫
- かっ飛ばせ!ドリーマーズ 〜カープ誕生物語〜（日语：かっ飛ばせ!ドリーマーズ 〜カープ誕生物語〜）（1994年）レイアウト協力、原畫
- ユンカース・カム・ヒア（日语：ユンカース・カム・ヒア）（1995年）原畫（小田川幹雄名義）
- 攻殼機動隊（1995年）武器設計、原畫
- 她的回憶（1995年）原畫
- 新世紀福音戰士（1997年）原畫
- 藍色恐懼（1998年）原畫
- 數碼寶貝大冒險（1999年）原畫（小田川幹雄名義）
- 血戰：最後的吸血鬼（2000年）原畫、視覺特效
- 星際牛仔（2001年）數位處理（小田川幹雄名義）
- ラーゼフォン 多元変奏曲（2002年）數位處理（Digital works）
- 追殺比爾（2003年）數位處理（Digital works）
- 歡迎來到宇宙劇場（2010年）原畫（小田川幹雄名義）
- 喬凡尼的島（日语：ジョバンニの島）（2014年）原畫（No Credit）
- 花与爱丽丝（2015年）作畫協力
- 地球外少年少女（2022年）導演、原作、腳本

### 遊戲
- 波波羅王國（1996年）原畫

## 外部連結
- 官方网站 （日語）
- 磯光雄的X（前Twitter）
- 原作、腳本、導演的作品「電腦線圈」 （日語）